# Luis A. Ferré

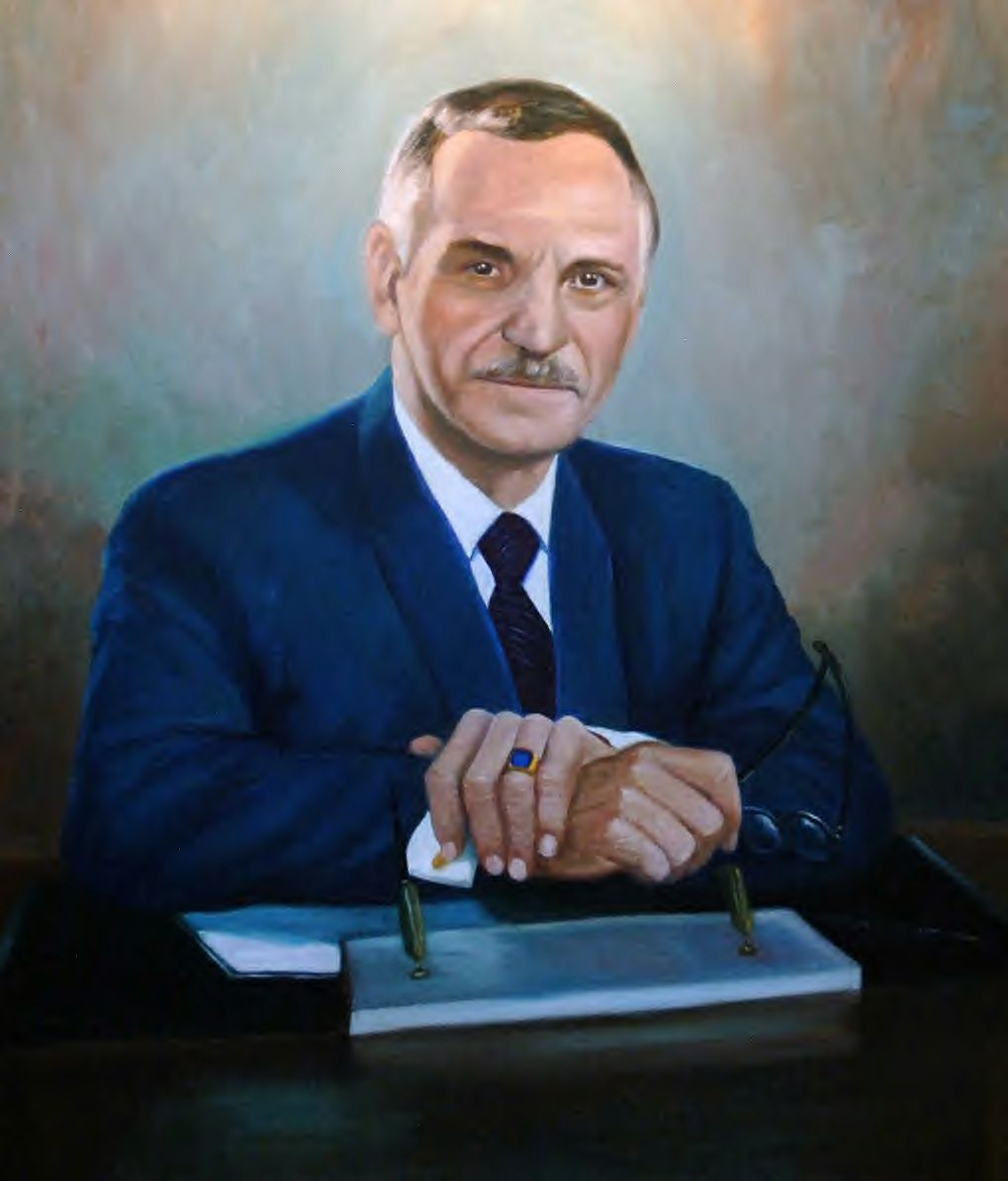
Gemälde von Luis A. Ferré

Don Luis Alberto Ferré Aguayo (* 17. Februar 1904 in Ponce, Puerto Rico; † 21. Oktober 2003 in San Juan, Puerto Rico) war ein puerto-ricanischer Ingenieur, Industrieller, Politiker, Philanthrop und Patron der Künste. Von 1969 bis 1973 war der Sohn eines kubanischen Immigranten der dritte Gouverneur des Commonwealth of Puerto Rico. Er gründete die Partido Nuevo Progresista, die sich dafür einsetzte, dass Puerto Rico ein Bundesstaat der Vereinigten Staaten wird.

## Ausbildung
Ferré studierte Ingenieurwissenschaft am Massachusetts Institute of Technology, wo er 1924 den Bachelor und 1925 den Master schaffte. An der New England Conservatory of Music studierte er außerdem Musik. Während dieser Zeit lebte er in Boston, wo er die amerikanische Art der Demokratie bewunderte.

## Industrie
Nach seiner Rückkehr nach Puerto Rico verwandelte er die Firma seines Vaters, Porto Rico Iron Works, in einen erfolgreichen Betrieb, was ihm ein Vermögen einbrachte. 1948 erwarb er die Zeitung El Día, die unter dem Titel El Nuevo Día zur verbreitetsten Zeitung in Puerto Rico wurde. Empresas Ferré erwarb in den 1950er Jahren die Zement-Fabriken von Puerto Rico und Ponce, die beim wirtschaftlichen Boom, den Puerto Rico zu dieser Zeit durch die ambitionierten Industrialisierungsprojekte im Rahmen der Operation Bootstrap erlebte, für Gewinne sorgten.

## Politische Karriere
Ferré wurde in den 1940er Jahren politisch aktiv. Er kandidierte erfolglos als Bürgermeister von Ponce (1940) und als örtlicher Kommissar für Puerto Rico (1948).

### Abgeordneter
1948 erhielten die Puerto-ricaner die Erlaubnis, ihren Gouverneur zu wählen. Luis Muñoz Marín übernahm das Amt, woraufhin sich eine Bewegung für eine Commonwealth-Beziehung zu den USA entwickelte. 1951 gab es ein Referendum über den Entwurf der ersten vom US-Kongress gewährten Verfassung für Puerto Rico. Ferré enthielt sich bei der Zustimmung seiner Pro-Statehood-Partei zum Referendum. Er sah darin „eine Akzeptanz einer Kolonie und die Verdammung der Menschen zu einem endlosen Zustand der zweitklassigen Staatsbürgerschaft“ (“an acceptance of a colony and condemn the people to a perpetual condition of second class citizenship”). Ferré beteiligte sich später jedoch an der konstitutionellen Versammlung, die das Referendum ergeben hat, um die Verfassung zu entwerfen. 1952 wurde die Verfassung von Puerto Rico angenommen, wodurch der Commonwealth of Puerto Rico entstand. Im gleichen Jahr wurde Ferré ins Abgeordnetenhaus gewählt. Er trat für die Partido Estadista Republicano an und begann seine Arbeit als Abgeordneter am 11. Januar 1953.

### Gouverneur und Senator
1967 gab es ein Plebiszit zur Frage, ob Puerto Rico eine unabhängige Nation oder ein US-Bundesstaat werden oder in der Commonwealth-Beziehung bleiben sollte. Die Mehrheit der Puerto-ricaner entschied sich für die letztgenannte Option. Ein Streit in der von Miguel García Méndez geführten Pro-Statehood-Partei veranlasste Ferré und einige Mitstreiter, die neue progressive Partei PNP zu gründen.
Bei der nächsten allgemeinen Wahl 1968 kandidierte Ferré als Gouverneur und besiegte Luis Negrón Lopez, den Kandidaten der Popular Democratic Party knapp, womit die PPD nach 20 Jahren das Amt abgeben musste.
Bei seiner Arbeit als Gouverneur von Puerto Rico verteidigte Ferré den Mindestlohn und gewährte den Arbeitern einen Weihnachtsbonus. Er besuchte die puerto-ricanischen Truppen im Vietnamkrieg. 1970 starb seine erste Ehefrau Lorencita nach jahrelanger Bettlägerigkeit in La Fortaleza. Ihre Tochter Rosario Ferré ist eine anerkannte Roman-Autorin und Schriftstellerin.
In seiner Amtszeit richtete Luis A. Ferré seine Aufmerksamkeit besonders auf die Probleme der Jugendlichen, die er in den öffentlichen Dienst brachte. Er setzte die Senkung des Wahlalters auf 18 Jahre durch, unterstützte die Jugendorganisation der PNP als Parteivorsitzender und verhalf jungen Politikern wie Antonio Quiñones Calderon and Francisco "Pompy" Gonzalez zu hohen Posten in der Verwaltung, führte eine Kampagne für einen 26-jährigen House-Kandidaten, nominierte den späteren Senatspräsidenten Kenneth McClintock als puerto-ricanischen Vertreter für die 1971 stattfindende Jugendkonferenz des Weißen Hauses und stärkte die Stipendienprogramme für die Colleges.
Schon bevor der US-Kongress die Environmental Protection Agency einrichtete, hatte Ferré in Puerto Rico bereits das Environmental Quality Board geschaffen, das mit dem Umweltschutz auf der Insel beauftragt war.
1972 stellte Ferré sich zur Wiederwahl, verlor aber gegen den PPD-Kandidaten Rafael Hernández Colón. Er blieb jedoch in der Politik aktiv und wurde 1976 in den Senat von Puerto Rico gewählt. 1976 bis 1980 amtierte er als dessen Präsident und bis 1985 blieb er Senator.
Einige Jahre nachdem er La Fortaleza verlassen hatte, heiratete er die Krankenschwester und spätere Ärztin Tiody de Jesus.
Auch nach seiner Zeit als Senator blieb Ferré der Politik treu und repräsentierte die United States Republican Party auf der Insel. Von 1989 bis 1991 bildete er mit dem ehemaligen Gouverneur Carlos Romero Barceló, dem ehemaligen Repräsentanten Benny Frankie Cerezo, dem PNP-Führer Kenneth McClintock und dem ehemaligen Kongress-Mitglied David Gerken das Verhandlungsteam der PNP, während der Kongress sich mit dem von Senator J. Bennett Johnston eingeführten Recht des politischen Status Puerto Ricos befasste.

## Mann der Renaissance

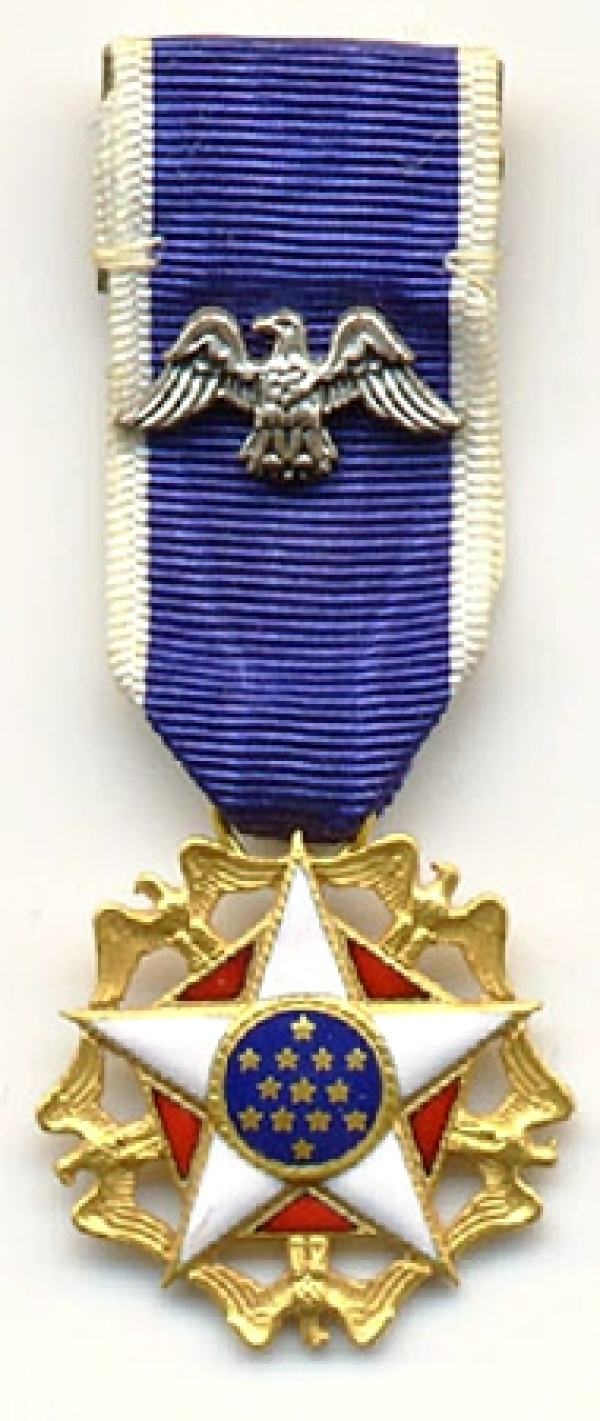
Ferré erhielt 1991 die Presidential Medal of Freedom

Ferré war ein talentierter Pianist, der mehrere Alben mit seiner Klaviermusik aufnahm. Am 3. Januar 1959 gründete er in seiner Heimatstadt das Ponce Museum of Art, das mit 71 Gemälden aus seiner persönlichen Sammlung begann und heute mehr als 3000 Ausstellungsstücke beherbergt. Das Centro de Bellas Artes, das Zentrum für darstellende Künste, in Santurce trägt ebenso seinen Namen wie die wichtigste Autobahn von San Juan nach Ponce. Er assistierte auch bei der Gründung des Casals Festival (organisiert von seinem Cousin Pau Casals) und der Puerto Rico Music Conservatory. Er war Mitglied in der Bruderschaft Phi Sigma Alpha (ΦΣΑ). Ferner war er seit 1967 gewähltes Mitglied der American Academy of Arts and Sciences.
Für seine Verdienste als Philanthrop und Verteidiger der Demokratie verlieh ihm US-Präsident George H. W. Bush am 18. November 1991 die Presidential Medal of Freedom.

## Tod und Erbe
Am 29. September 2003 kam Ferré mit einem Harnwegsinfekt ins Krankenhaus, wo er sich am 1. Oktober wegen einer Darmverstopfung einer Operation unterziehen musste. Im Krankenhaus zog er sich eine Lungenentzündung zu, die am Morgen des 21. Oktobers in einer Ateminsuffizienz führte. Er verstarb dreieinhalb Monate vor seinem 100. Geburtstag.
Seine Leiche wurde zunächst in Puerto Ricos Kapitol in San Juan aufgebahrt, dann zu seinem Museum in Ponce gebracht, bevor es schließlich zu einem Staatsbegräbnis kam, bei dem ihm viele Politiker (darunter George H. W. Bush) die letzte Ehre erwiesen.
Neben der Presidential Medal of Freedom, die später auch seiner Schwester Sor Isolina Ferré verliehen wurde, erhielt Luis A. Ferré viele weitere Auszeichnungen. Der berühmte Bildhauer Tomás Batista erschuf eine Büste, die im Ponce Museum of Art ausgestellt ist.